# Act of Union 1707

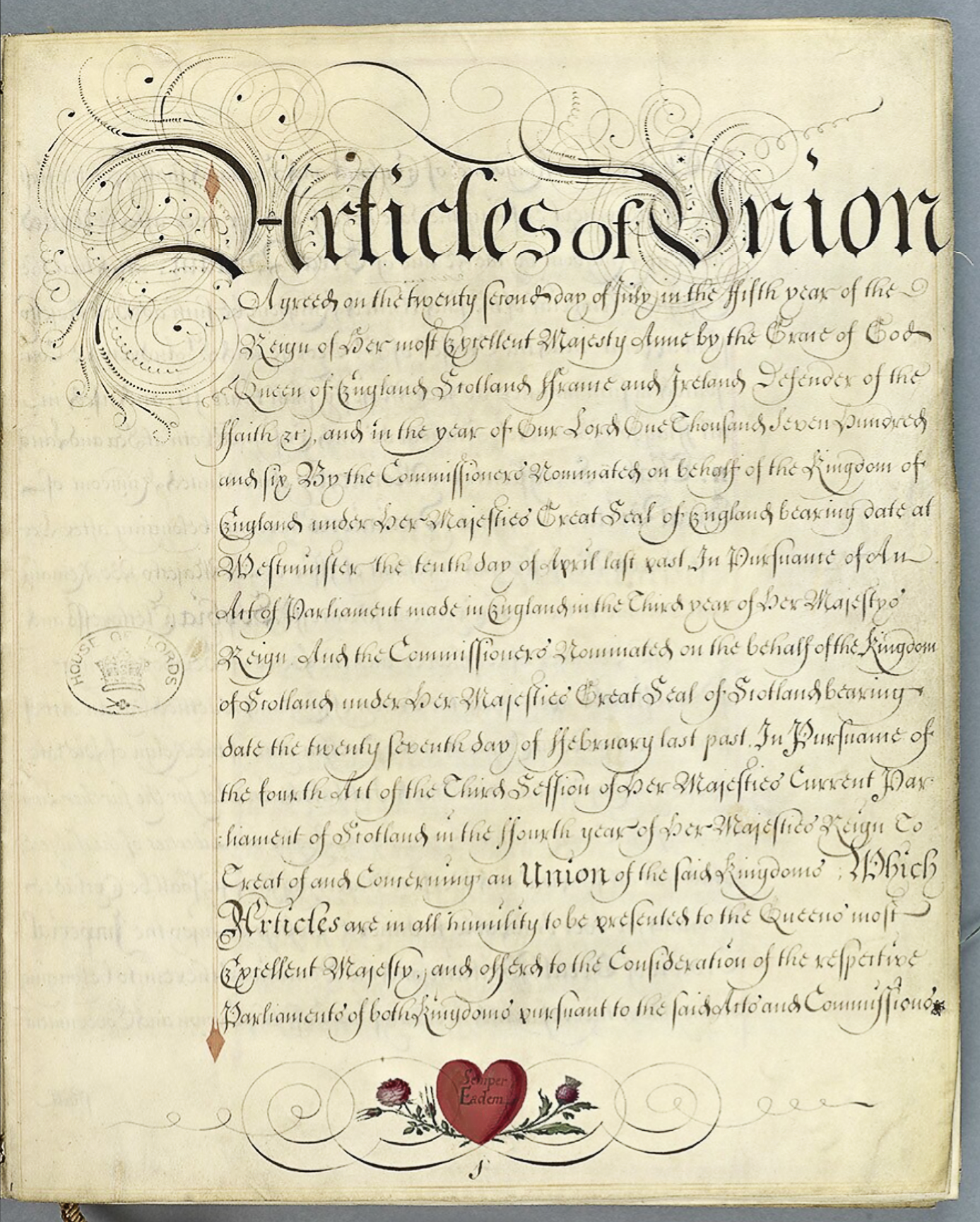
Verfassungsurkunde des Act of Union aus dem Jahr 1707

Georgskreuz (England)

Andreaskreuz (Schottland)

Der Union Jack von 1707 bis 1800 (mit Unterbrechungen seit 1606)

Der Act of Union 1707 (deutsch „Vereinigungsgesetz“) schuf die gesetzliche Grundlage für die Vereinigung des Königreichs England und des Königreichs Schottland. Damit wurde der drohende Staatsbankrott Schottlands abgewehrt.
Das Gesetz wurde kurz nacheinander vom englischen Parlament und vom schottischen Parlament verabschiedet und trat am 1. Maijul. / 12. Mai 1707greg. in Kraft. Mit dem Gesetz wurde der Unionsvertrag (Treaty of Union) umgesetzt. Er sah die Schaffung des Königreichs Großbritannien und den Ersatz des englischen und schottischen Parlaments durch das britische Parlament vor.

## Hintergrund
Bereits 1606, 1667 und 1689 hatte es Versuche gegeben, die beiden durch Personalunion miteinander verbundenen Länder auch politisch zu vereinigen. Doch nun standen beide Parlamente hinter dem Vertragswerk, wenn auch aus ganz unterschiedlichen Gründen.
England wollte die protestantische Erbfolgeregelung gemäß dem Act of Settlement aus dem Jahr 1701 in beiden Ländern durchsetzen, um sich nicht auf den 1704 von Schottland verabschiedeten Act of Security verlassen zu müssen. Die Engländer befürchteten, dass ein unabhängiges Schottland mit einem eigenen König, selbst wenn er protestantisch wäre, die Auld Alliance mit Frankreich wieder aufleben lassen könnte und sich gegen England stellen würde. Mit der Union wurde auch die Eröffnung einer zweiten Front im Spanischen Erbfolgekrieg verhindert.
Dem nach dem Scheitern von William Patersons Darién-Projekt faktisch bankrotten schottischen Staat bot sich mit der Union die Möglichkeit, die Schulden abzuwälzen, wenn auch unter Abgabe der vollen Souveränität. Gleichzeitig konnten dadurch die in dem im Jahr 1705 von England beschlossenen Alien Act angedrohten wirtschaftlichen Sanktionen abgewendet werden. Darüber hinaus wurden die Gläubiger der Company of Scotland entschädigt und Schottland erhielt unbeschränkten Zugang zu den Märkten und Kolonien Englands.

## Umsetzung
Der Unionsvertrag umfasste 25 Artikel, von denen 15 wirtschaftlicher Natur waren. In Schottland stimmte das Parlament über jeden Artikel einzeln ab und manche Klauseln wurden in spezialisierten Kommissionen eingehender beraten. Artikel 1 des Abkommens legte die Verschmelzung beider Länder zu einer Union fest und wurde am 4. November 1706 mit 116 zu 83 Stimmen angenommen. Um den Widerstand der Church of Scotland zu verringern, verabschiedete das schottische Parlament ein zusätzliches Gesetz, das den Presbyterianern Vorrang in religiösen Fragen gewährte. Der Vertrag als Ganzes wurde am 16. Februar 1707 mit 110 zu 69 Stimmen angenommen.
Viele schottische Abgeordnete handelten aus Eigennutz, da sie mit dem Darién-Projekt viel Geld verloren hatten und gemäß Unionsvertrag mit Entschädigung rechnen durften. Darüber hinaus wurden zahlreiche schottische Abgeordnete mit insgesamt £ 20.000 (entspricht einem heutigen Gegenwert von etwa 3,6 Millionen Pfund Sterling) bestochen. Davon gingen allein £ 12.325 an den Earl of Glasgow, dem Vertreter von Königin Anne im schottischen Parlament. Der Vertrag stieß in Schottland mehrheitlich auf Ablehnung, insbesondere im einfachen Volk. Das schottische Parlament erhielt zahlreiche gegen die Union gerichtete Petitionen. In Edinburgh und vielen anderen schottischen Städten gab es Protestkundgebungen. Als das Land an den Rand eines Bürgerkrieges zu geraten drohte, reagierte das Parlament mit Ausrufung des Kriegsrechts.
Der Act of Union legte die Auflösung des schottischen Parlaments fest. Stattdessen entsandte Schottland 16 Peers der Peerage of Scotland als Representative Peers ins britische House of Lords und 45 Abgeordnete ins britische House of Commons. Der Vertrag garantierte die Eigenständigkeit der Church of Scotland und den Erhalt des schottischen Rechtssystems mit dem Court of Session als oberem Zivilgericht. Darüber hinaus traten eine Zollunion und eine Währungsunion in Kraft, und es wurden Maße und Gewichte sowie die Verwaltungs- und Besteuerungssysteme angeglichen. Auch der Union Jack, die neue Flagge, stammt aus Vereinbarungen des Acts of Union.

## Rechtscharakter
Wie der Act of Union rechtlich einzuordnen ist, ist in der Wissenschaft umstritten. Verschiedentlich wird er als eine Realunion dargestellt, in der die beiden Partner ein gemeinsames Staatsoberhaupt und gemeinsame Institutionen haben, aber nicht in einem beiden übergeordneten Rechtssubjekt aufgehen.
Der Rechtswissenschaftler Oliver Dörr nennt den Act of Union anderseits einen der ersten Fälle einer Inkorporation, das heißt, dass Schottland dem seit dem Mittelalter bestehenden englischen Staatswesen beigetreten sei. Dafür spreche etwa die Regelung der Thronfolge und dynastische Zählung der nunmehr britischen Monarchen, die die der Könige von England bruchlos fortsetzte. Auch bestand das englische Parlament im Wesentlichen weiter, das lediglich durch eine bestimmte Zahl schottischer Abgeordneter ergänzt wurde, während das schottische Parlament aufhörte zu existieren. Alle englischen Handels- und Zollbestimmungen blieben in Kraft, auch behielten die englischen Maße, die englischen Gewichte und die englische Währung ihre Gültigkeit. Der Act of Union zeige ein so deutliches Übergewicht der englischen Rechts- und Verfassungsordnung, dass man von einem Fortbestand des englischen Staates ausgehen müsse, der um die schottischen Territorien erweitert wurde.
Für den Politikwissenschaftler Roland Sturm stellte der Act of Union dagegen eine Fusion der beiden Völkerrechtssubjekte zu einem neuen Staat dar: Schottland sei dabei nämlich sein eigenes Rechts- und Gerichtswesen garantiert worden, sein eigenes Schulsystem und seine presbyterianische Nationalkirche. Auch wenn sie bis 1999 kein eigenes Parlament mehr hatten, seien die Schotten nicht assimiliert und zu „Nordbriten“ gemacht worden, wie es die britische Regierung im 18. Jahrhundert vorgehabt habe.